# Юдин, Константин Александрович
Константин Александрович Юдин (1874—1933) — российский врач-офтальмолог, доктор медицины, профессор медицины Николаевского университета, надворный советник.

## Биография
Окончил медицинский факультет Московского университета (1898). После выпуска из Московского университета работал земским врачом в Рязанской и Тульской губерниях. В 1903 году поступил ординатором в глазную клинику Императорского Новороссийского университета в Одессе. Участвовал в Русско-японской войне (1904—1905). По возвращении с войны продолжил работу в Новороссийском университете: ординатор глазной клиники (1906—1910), приват-доцент кафедры офтальмологии (1910—1911), ассистент глазной клиники (1911—1912).
В 1910 году защитил диссертацию «Экзентерация глазницы» на степень доктора медицины.
Перешёл на должность экстраординарного профессора, затем ординарного профессора кафедры офтальмологии (1912—1917), возглавив вновь созданную кафедру глазных болезней Императорского Николаевского университета (с 1 июля 1912 года). Первые занятия со студентами проводились в здании бывшей фельдшерской школы, затем лекции и практическое обучение были перенесены в институт экспериментальной медицины. С 1917 года вся научно-педагогическая деятельность осуществлялась в глазной больнице, полностью переданной под университетскую клинику Саратовского университета. После создания Саратовского медицинского института продолжил в нём работу в должности профессора кафедры офтальмологии (1930—1932).
К. А. Юдиным опубликовано более 140 научных работ. Из научных работ профессора выделяются обстоятельные исследования о циклодиализе, саркоме радужной оболочки, папилломе роговицы, а также о саркоме верхней прямой мышцы глаза. С 1920-х годов сотрудниками кафедры стала оказываться специализированная помощь больным с трахомой в районах области в составе летучих отрядов. За время своей работы в Саратове Юдин оснастил клинику самой современной для того времени аппаратурой, создал прекрасную научную библиотеку на русском, английском, немецком, французском и испанском языках; внедрил в работу клиники многие новейшие методы исследования больных; при его содействии был открыт анатомический музей. Весь инвентарь, медицинское оборудование и богатая библиотека были приобретены профессором Юдиным на собственные средства и завещаны кафедре и клинике. В клинике руководимой Юдиным прошли подготовку многие врачи, которые в дальнейшем внесли существенный вклад в офтальмологию.

### Этапы биографии
- 1894—1898 — учёба на медицинском факультете Московского университета
- 1898—1903 — земский врач в Рязанской, затем в Тульской губернии
- 1903—1904 — ординатор глазной клиники Новороссийского университета
- 1904—1905 — участник Русско-японской войны
- 1906—1910 — ординатор глазной клиники Новороссийского университета
- 1910—1911 — приват-доцент по кафедре офтальмологии Новороссийского университета
- 1911—1912 — ассистент глазной клиники Новороссийского университета
- 1912—1917 — экстраординарный, затем ординарный профессор кафедры офтальмологии Императорского Николаевского университета
- 1917—1930 — профессор кафедры офтальмологии Саратовского университета
- 1930—1932 — профессор Саратовского медицинского института[3].